# ボンバーマンジェッターズゲームコレクション
『ボンバーマンジェッターズゲームコレクション』は2003年10月16日にハドソンから発売されたミニゲーム集。ゲームボーイアドバンスのボンバーマンシリーズ第4作目。

## 概要
シリーズを原案としたアニメ『ボンバーマンジェッターズ』を題材としたミニゲーム集。本作では「ピンボール」とシリーズお馴染みの対戦ゲーム「バトルゲーム」、ミニゲーム集「ポケットゲーム」、さらに『ボンバーマンジェッターズ』に関係するイラストを観賞できる「ギャラリー」が収録されている。バトルゲームではアニメに登場する主要キャラクターを用いて対戦することが可能。

## ピンボール
このミニゲームはシロボンがヒゲヒゲ団にさらわれた仲間たちを助けるためにピンボールをプレイするという内容である。ゲーム中に一定の条件（ラウンドを8周以上クリアする、スロットを50回以上回すなど）をクリアすると「ジェッターズバッジ」がもらえ、対応するギャラリーの絵が解放される。
ゲームはプランジャー（ボール台に放つこと）からスタートする。左右のカベスイッチにボールを3回当てると、上部の左右にある特別ステージへの通路が開き、そこボールを入れることで特別ステージに移行する。特別ステージは、台上をうろつくヒゲヒゲ団の戦闘員を倒す「ムジョーステージ」と、キャラボンを解放する「メカードステージ」の2種類があり、クリアすると仲間を救出できる。ボールを落としたり、制限時間以内に条件をクリアできないと通常ステージに戻されてしまう。
仲間全員を救出すると、通常ステージのボックスの上にバグラーが登場する。ボックスの下にボールを当てると、ゲーム「ボンバーシュート」がスタートする。はじめにバグラーのいる位置（高さ）が表示される。次にシロボンが表示され、十字のカーソルが上下に移動する画面になる。バグラーがいると思う位置でAボタンを押してボムを投げる。3回外すか、10回投げると終了となる。ボンバーシュートが終了すると1周クリアとなる。通常ステージでボールを穴に落とすと残りボール数を消費して、プランジャーからやり直しとなるが、シールドランプ点灯中にボールを落とした場合はボール数は無くならずにプランジャーが可能。残りボール数が0の時にボールを穴に落とすとゲームオーバーとなる。
お楽しみ要素として、ピンボール中の画面切り替えの際に表示されるアイキャッチがある。一定条件を満たすとアイキャッチギャラリーが解放される。

## バトルゲーム
通常のバトルを行えるお馴染みのバトルゲーム。
最大4人まで対戦可能。ソフト同士によるマルチカートリッジに加え、ソフト1本と人数分の本体によるワンカートリッジ対応で、ソフトの持っていない人と対戦可能。ワンカートリッジの場合は遊べるステージなどの制限がある。
本作ではTVアニメ「ボンバーマンジェッターズ」に登場するキャラクターをプレイヤーキャラとして使用可能。
タッグマッチではチーム内の一人が爆風に当たり一時行動不能になってカウントが0になるまでに仲間が触れると復帰する（カウントが0になった場合は復帰不可能）。
設定画面でコンピュータを参加させるか否かや、一試合の制限時間の長さを変更することができる。また、脱落したプレイヤーが外から爆弾を投げ入れる「みそボン」に関する項目もあり、うち「みそボンゲット」を有効にした場合は、試合終了後優勝者がみそボンとなり、敗者の持っているアイテムを狙うミニゲームに挑戦できる。得たアイテムは次の試合に持ち越すことができる。

### キャラクター
キャラクターによって固有能力が異なる。
シングルプレイとマルチカートリッジプレイでは全てのキャラクターが使用可能であるが、ワンカートリッジはワンカートリッジ専用キャラのボンバーマンのみとなる。
シロボン
能力：デンジャラスボム（爆風が円形に広がる）
マイティ
能力：パワーボム（Bボタンで一個だけ火力最大のボムになる上、キックで相手にぶつけると気絶させられる）
バーディ
能力：バードチェンジ（風を起こしてボムを移動させる）
シャウト
能力：ブーメラン（ブーメランを投げて相手を気絶させる。爆弾を誘爆させる効果もある）
ボンゴ
能力：ブロックパンチ（ソフトブロックを殴って飛ばす）
ガング
能力：ジャンプ（ソフトブロック1個を飛び越える）
マックス
能力：プラズマボム（貫通能力が備えている）
Dr.メカード
能力：ラジコンボム（Bボタンを押している間、好きな所に移動させる事ができる）
戦闘員
能力：キック（過去作のパンチの効果）
ムジョー
能力：プレイヤーを持ち上げる
ボンバーマン（ワンカートリッジ専用キャラ）
能力：なし

### ステージ
ワンカートリッジでは、スタンダード・まがれファイアー・かいてんボム・シークレットブロック・かんつうファイアーの5つのステージしか選べない。
スタンダード
トラップのないおなじみのステージ。
まがれファイアー
爆風を曲げる水晶が置かれたステージ。
コロコロオテンキ
晴れたり、雨が降ったり、風が吹いたりするステージ。晴れだと何も起こらないが、雨だとボムの火力が半分になり、風だとプレイヤーやボムが流されてしまう。
ボヨヨンリング
外周のロープに触れるとダッシュしてしまうステージ。
かいてんボム
ステージ内の4ヶ所を浮き輪がぐるぐる回っているステージ。浮き輪に爆弾が乗ると運ばれる。
なりきりコスプレ
ステージの5ヶ所にキャラクターの絵が描かれたパネルがあるステージ。パネルに触れるとその絵のキャラクターに変身し、必殺技も使用できる。
ボンばあさんのいえ
座敷と庭の間に段差があるステージ。段差は飛び降りることができるが、登ることはできない。座敷に登る際は階段を使用する必要がある。
シークレットブロック
ソフトブロックが見えたり、見えなくなったりするステージ。
かんつうファイアー
爆風がハードブロックを通過するステージ。

### アイテム
ファイアーアップ
ボムの火力が1ブロック伸びる。最大火力は8。
ボムアップ
一度に設置できるボムの数が1増える。最大は8。
スピードアップ
移動速度が1段階アップする。最大は8。
透明化
16秒間、他のプレイヤーから自分の姿が見えなくなる。自分の画面上では点滅している。
ボムキック
置いてあるボムに体当たりで蹴ることができる。Lボタン、Rボタンで止めることもできる。
パワーグローブ
ボムを置いてすぐAボタンを押すとボムを持ち上げる。持ち上げたまま移動もでき、ボタンを離すとボムを投げる。
スーパーパワーグローブ
ボムを置いてすぐAボタンを押すとボムを持ち上げ、しばらく持ち上げたままにするとデンジャラスボムになる。
フルファイアー
ボムの火力が最大になる。
ボヨヨンボム
キックしたり投げたりすると、予想できない動きをする。
ラインボム
ボムを置いた直後にもう一度Aボタンを押すと、向いている方向に置けるだけのボムを全て置く。
ハート
ミスを一回だけ防ぐことができる。何個でも持てる。
ゲタ
移動速度が1ダウンする。
ドクロ
取るとキャラクターが病気になる。
- 俊足病 - 移動速度が最速になる。
- 鈍足病 - 移動速度が最低になる。
- ゲリ - 勝手にボムを設置してしまう。
- おけない病 - ボムを設置できなくなる。
- 最低病 - 火力1のボムを1個しか置けなくなる。
- 止まれん病 - 障害物にぶつかるまで止まれない。
- リバース症候群 -ボタン操作とは反対に移動してしまう。
- せっかち症候群 - ボムが爆発するまでの時間が早くなる。
- のんびり症候群 - ボムが爆発するまでの時間が遅くなる。
- チェンジ - 他のプレイヤーと位置が入れかわる。
- 禁じ手症候群 - 必殺技が使用できなくなる。

## ポケットゲーム
各ポケットゲームの全てのゲームモードでハイスコアを出す、クリアする等の条件を満たすと「ジェッターズバッジ」を入手でき、それに対応したギャラリーの絵が解放される。全てのポケットゲームは、ワンカートリッジによる通信で持っていない人にポケットゲームを1つ通信コピーして電源を切るまで遊ぶことが出来、コピーした本体をさらに持っていない人に通信コピーして配布することが出来る。
ヒゲヒゲ たたき!
穴から出てくるヒゲヒゲ団のメンバーを叩く。叩きそこなってポーズを決められたり、シャウトを叩いたりしたらゲームオーバー。ゲームAは制限時間内にどれだけ多くのヒゲヒゲ団を叩けるかを競うモード。ゲームBは制限時間内に指定された数のヒゲヒゲ団を叩くステージクリア型ゲーム。ゲームBには3回叩かないと倒せない「ムジョー」と、逃してもミスにならないがスピードが速く、叩けると高得点の「マックス」が出現する。
はやきりシロボン
タイミングよくアイテムを切るゲーム。飛んでくるアイテムの種類によって下段斬りと上段斬りを使い分ける。シロボンの近くに引き付けてアイテムを切ると高得点。ただし、爆弾が飛んできたときにはかがむ必要があり、切ってしまったりかがみ損ねるとミスとなる。また、切らないといけないアイテムを切り損ねてもミスになる。ライフ0の時にミスになるとゲームオーバー。ゲームAは基本形。ゲームBはAに比べて飛んでくるアイテムの種類が増え、ゲームCは画面の中央にキャラクターが立ち、両側から飛んでくるアイテムに対処しなければならない。
ガングおとし
叩きたい所で上下に動いているシロボンを止め、増減するパワーゲージを任意のタイミングで止めてコマを叩き、制限時間以内に全てのコマを抜くゲーム。コマに書かれている数字が得点になり、クリア時に残っていたタイムもボーナス点となる。時間内に叩けなかったり、ガングを落としてしまったりするとゲームオーバー。コマの数と制限時間別に、ゲームAからDの4種類がある。
シロボンフライト
シロボンの乗っているスカイジェッターを操作するシューティングゲーム。ゲームAは全てのパワーアップが同時にでき、ゲームBはシールドを除いた3つのパワーアップはどれか1つしかできないという違いはあるが、どちらも敵の攻撃を避けて、アイテムを取ってパワーアップしながらステージクリアを目指す内容になっている。ゲームCはショットを打てず、敵の攻撃をかわしながらひたすらコインを集めるゲームになっている。
シロボンサーカス
ゲームAは棒の上にのせたボムを落とさないようにバランスをとり、ベストタイムを目指すゲーム。ゲームBはボールとボールをジャンプして渡りながら、制限時間内にゴールを目指すゲーム。ゲームCは棒の上にのせた仲間やボムを落とさないように、制限時間内にゴールを目指すゲームになっている。
ヒゲヒゲこうじょう
ベルトコンベアの矢印の向きを操作して、流れてくる爆弾を同じ色のボックスに入れていくゲーム。違う色のボックスに爆弾を入れてしまうとゲームオーバー。ゲームAは赤と黒の2色。ゲームBは赤、黒、青の3色が流れてくる。ゲームCは赤、黒、青の3色が2つの入り口から流れてくる。左からは青と黒。右からは赤と黒が流れてくる。中央で交差しているコンベアは右左のどちらから流れてきても黒のボックスに向かう。
アインのパニボン
『ボンバーマン64』や『ボンバーマンランド2』に収録されている『ぱにっくボンバー』のシステムを採用している。ゲームAは決められた数のコゲボンを作って、ステージをクリアしていくゲーム。ゲームBはステージクリアがなく、エンドレスに遊ぶゲーム。
ガングでドカン!
ガングが土管に変身してヒゲヒゲ団のメンバーを隠すので、どの土管にキャラが入っているのかを当てるゲーム。ゲームAがは1体のキャラクターがどの土管に入っているかを当てるゲーム。ゲームBは複数いるキャラクターの中からモニターに映し出されたキャラクターがどの土管に隠れているかを当てるゲーム。
ジェッターズリバーシ
リバーシに似たゲーム。シロボン、シャウト、ガング、ムジョー、ヒゲヒゲ団員、マックスの6つのコマから好きなものを選んでプレイできる。対戦相手であるコンピュータの難易度によってゲームAからCの３つに分かれる。
シロボンのパターゴルフ
増減するゲージを止めることで距離を決めてボールをカップに打って入れていくゴルフゲーム。全てのホールが終了した時に、合計打数が少ないほど好成績。崖や池にボールが落ちると「OB」になり、打つ前の場所から打ち直しとなる上、打数もペナルティとして1プラスされる。1つのホールで9打目になってもカップに入らないと「GIVEUP」となり次のホールに進む。そのホールのスコアは10とカウントされる。ゲームAは基本形、ゲームBはAに比べて難しい内容になっている。
シャウトのキャノンボール
画面を跳ね回る風船をブーメランと付随するワイヤーで割っていくゲーム。風船は割れると2つにわかれて小さくなり、最後には消えて得点になる。全ての風船を消すとステージクリアとなる。シャウトに風船が当たるとミスになり、ライフが1減ってしまう。ライフが0の時にミスになるとゲームオーバー。ゲームAは基本形。ゲームBはAに比べて風船が消えるまでの段階が多い。ゲームCはブーメランのワイヤーがなくなり、風船を割るのが難しくなっている。
ばくそうバーディ!
敵の車を追い抜いて、1位を目指すレースゲーム。1つのゲームは5ステージあり、ステージの順位ごとにポイントがもらえる。最終にトータルポイントが一番多い車が1位になる。敵の車やガードレールにぶつかる等でエネルギーゲージが減り、0になるとリタイア。ステージ途中にあるエネルギーをとることでゲージを回復できる。
シロボンのまるた
川を流れてくる丸太に飛び移りながらコインを集めるゲーム。川に落ちるとミスになり、ライフが1減る。ライフ0の時にミスになるとゲームオーバー。短い丸太ほど流れるスピードが速い。時間経過で警報が鳴り、川の流れが速くなる。ゲームAとBで流れてくる丸太の数や警報のなるタイミングが異なる。
シロボンのカラーボール
魔法のフライパンでカラーボール君を天に返すゲーム。ボールはフライパンに当たると色が変わり、白いボールをフライパンに当てると天に帰って得点になる。ステージ内のボールを全て天に帰すとステージクリアとなる。シロボンはボールに当たると気絶し、その間にボールに当たるとライフが1減る。青色のボールに当たると気絶していなくてもミスになる。ボールは一定回数バウンドすると1段階前の色に戻ってしまう上に、シロボンに当たると一気に青色に戻ってしまう。ゲームAは基本形でゲームBはAよりボールを天に帰すまでの団塊が多くなっている上、ボールの色が戻るまでのバウンド回数も少なくなっている。
ボンバーシュート
ゲームAは右から左へ流れていく的をボウガンで打つゲーム。的は4種類あり、緑色の的のボムとヒゲヒゲ団員を射つと得点になる。的の中心に近いほうが高得点。青い的のルーイとヒロシ（アニメに登場したキャラボン「エレファン」の赤ちゃん）を射つと減点となる。
ゲームBは画面奥から飛んできて迫ってくる砲弾をボムで打ち落とすゲーム。十字ボタンでカーソルを移動させ、Aボタンでボムを投げる。砲弾にシロボンが当たってしまうとゲームオーバー。
ゲームCはクレー射撃のようなゲーム。1ターンに両脇から2機のUFOが飛んでくるので、2発だけボムを投げて上手に当てることを目指す。10ターンでゲーム終了となる。
ジェッターズパズル
バラバラになったパネルの内、1つを取り除いてスペースが作られ、その隙間に1つずつパネルをスライドさせて元の絵に戻すパズルゲーム。正しい位置にあるパネルはカラーで表示される。ゲームAは9枚に分割されたシャウトの絵を元に戻すゲーム。ゲームBは16枚に分割されたジェッターズの絵を元に戻すゲーム。ゲームCは絵柄の代わりに数字が記入されている15パズル。ゲーム開始時にセレクトボタンで数字の並びを変えられる。
ばくそうバーディ!2
隠しミニゲーム。エネルギーが尽きるまでどこまで走り続ける事ができるのかを競うゲーム。走行距離がスコアになるため、スピードや順位は関係ない。「ばくそうバーディ!」に比べて、エネルギーカプセルを取ったときの回復量が少ない。解禁条件は「ばくそうバーディ!」の4つのゲームモードで、それぞれ5つのステージを完走すること（=「ばくそうバーディ!」のジェッターズバッジを入手する）である。
はこいりシャウト
隠しミニゲーム。パネルを上下左右に滑らせて、シャウトのピースをゴールまで誘導するゲーム。どうしても解けないときは一番はじめの並びに戻してセレクトボタンを押すことで解答例を見られる。解禁条件はギャラリーのコンプリート（=全ジェッターズバッジの入手）。

## ギャラリー
ピンボールやポケットゲームをプレイして、条件をクリアすることで「ジェッターズバッジ」が手に入り、それにより解放された絵を閲覧することができる。ゲームボーイアドバンス用ソフト『ボンバーマンジェッターズ〜伝説のボンバーマン〜』やゲームキューブ・PlayStation 2用ソフト『ボンバーマンジェッターズ』に使用された設定絵などが収録されている。

## 関連書籍
- ボンバーマンジェッターズゲームコレクション 究極のハイスコア爆得攻略本
  - 2003年、デジキューブ、ISBN 4-88787-147-3